# Aeroporto Internacional Arturo Michelena
O Aeroporto Internacional Arturo Michelena (em castelhano:  Aeropuerto Internacional Arturo Michelena) (IATA: VLN, ICAO: SVVA) é um aeroporto venezuelano localizado na cidade de Valencia, no estado de Carabobo. É o quarto mais importante do país.

## Companhias aéreas e destinos

### Destinos
| Companhias                 | Cidades | Aliança       |
| -------------------------- | --- | ------------- |
| Aeropostal 1 destino       | Doméstico (1): Porlamar | N/A           |
| Avior Airlines 10 destinos | Domésticos (4): Barcelona / Caracas / Maracaibo / Porlamar Internacionais (6): Bogotá / Lima / Medellín / Oranjestad / Cidade do Panamá / Willemstad | N/A           |
| LASER Airlines 1 destino   | Doméstico (1): Porlamar | N/A           |
| Aruba Airlines 1 destino   | Doméstico (1): Oranjestad | N/A           |
| Copa Airlines 1 destino    | Internacional (1): Cidade do Panamá | Star Alliance |